# Chloroclystis infrazebrina
Chloroclystis infrazebrina là một loài bướm đêm trong họ Geometridae.